# Cyclops stuhlmanni
Cyclops stuhlmanni is een eenoogkreeftjessoort uit de familie van de Cyclopidae. De wetenschappelijke naam van de soort is voor het eerst geldig gepubliceerd in 1895 door Mrázek.